# Liu Wang
Liu Wang (chinois simplifié : 刘旺 ; chinois traditionnel : 劉旺, né le 25 mars 1969) est un pilote et astronaute chinois. Il est né dans la province chinoise du Shanxi et a été pilote de chasse dans l'armée de l'air de l'Armée populaire de libération. Il a été sélectionné pour être astronaute en 1998 dans le cadre du programme Shenzhou.

## Jeunesse et service dans l'armée de l'air
Liu Wang est né le 25 mars 1969 dans le district de Pingyao de la ville sans district de Jinzhong, dans la province du Shanxi. Il est l'aîné de trois enfants d'une famille de paysans et a deux sœurs plus jeunes. Ses parents n'avaient eux-mêmes qu'une éducation rurale, mais ils attachaient beaucoup d'importance à ce que leurs enfants apprennent consciencieusement. Dès l'école primaire, Liu Wang a toujours été parmi les meilleurs de sa classe et, en juillet 1982, il a été le premier enfant de son village à réussir l'examen d'entrée au premier cycle du lycée de Pingyao, un établissement d'enseignement secondaire spécialisé de la province du Shanxi depuis 1980. Trois ans plus tard, il a réussi l'examen d'entrée au lycée avec d'excellents résultats. Sur la suggestion de son professeur principal de l'époque, il a commencé à étudier les statuts du parti et l'histoire du parti communiste chinois. En 1987, en troisième année de lycée, il a été admis comme candidat au PCC à l'âge de 18 ans, et en juin 1988, il est devenu membre à part entière.
En fait, la direction de l'école l'avait placé sur la liste des candidats proposés pour l'Université de la jeunesse chinoise en sciences politiques (中国青年政治学院), une école de cadres à Pékin dépendant de la Fédération de la jeunesse communiste chinoise. Cependant, en novembre 1987, Liu Wang a posé sa candidature pour suivre une formation de pilote au sein des forces aériennes de la République populaire de Chine. Il a réussi le recrutement et, comme il a obtenu 519,5 points au baccalauréat 1988, soit plus de 30 points de plus que le numerus clausus, il a été admis sans problème le 1er août 1988 à la première école de pilotes de l'armée de l'air chinoise à Changchun. En plus de sa formation aéronautique, Liu Wang a fait office de secrétaire de la cellule de l'association des jeunes à l'école de pilotage. En 1990, il a terminé sa formation de base de deux ans en tête de sa promotion, ce qui lui a valu la distinction du mérite du 3e degré de l'Armée populaire de libération (中国人民解放军三等功奖章). Il a ensuite rejoint la 4e académie de pilotage de l'armée de l'air à Shijiazhuang (空军第四飞行学院), où il a étudié la théorie et la pratique de l'aviation. Là encore, il a été diplômé en 1992 en tant que major de sa promotion. Liu Wang a été muté dans une unité d'intercepteurs à Zhengzhou, où il a également rencontré sa future épouse, la téléphoniste Wang Wei (王玮). Le 1er janvier 1996, ils se sont mariés et leur fille est née en 1998,. Liu Wang a effectué 900 heures de vol sans accident, ce qui lui a valu l'insigne d'activité de pilote militaire de niveau II.

## Service dans le corps des spationautes
En octobre 1995, des experts de l'ancienne Commission des sciences, de la technologie et de l'industrie pour la défense nationale et de l'armée de l'air ont commencé à sélectionner, d'abord par le biais des dossiers personnels, des candidats aux vols spatiaux pour le programme de vols habités de la République populaire de Chine, lancé le 21 septembre 1992. Le 28 décembre 1997, Liu Wang a appris qu'il avait été retenu dans le premier groupe de sélection des spationautes chinois et qu'il devait se présenter le lendemain à Pékin. Le 5 janvier 1998, il a été admis dans le corps des spationautes de l'Armée populaire de libération, avec 13 autres candidats, et a prêté serment au drapeau chinois lors d'une cérémonie solennelle. À moins de 29 ans, Liu Wang était de loin le plus jeune du groupe.
En raison notamment de son jeune âge, Liu Wang n'a jamais été sélectionné pour faire partie de l'équipage d'un vaisseau spatial au cours des 14 années  suivantes. Mais cela ne l'a pas découragé et il a toujours commencé à s'entraîner pour la mission suivante. Lorsque, après le succès de la sortie extravéhiculaire de Zhai Zhigang lors de la mission Shenzhou 7 en 2008, la prochaine étape consistait à effectuer une manœuvre d'accouplement dans l'espace, il s'est entièrement concentré sur cette tâche, qui consiste à relier deux engins spatiaux se déplaçant à une vitesse de 28 000 km/h, ce qui est très exigeant malgré l'assistance technique. Lors de la mission non habitée Shenzhou 8, une manœuvre d'accouplement automatique avec le laboratoire spatial Tiangong 1 a d'abord été testée le 3 novembre 2011. Entre-temps, Liu Wang s'est entraîné plus de 1 500 fois à la manœuvre d'arrimage manuelle sur le simulateur, jusqu'à ce qu'il puisse répondre à la question d'un journaliste avant le lancement de Shenzhou 9, le 16 juin 2012, qu'il était confiant à 100 % dans la réussite de cette manœuvre.
Deux jours après le lancement, le vaisseau spatial s'est d'abord automatiquement arrimé à Tiangong 1 le 18 juin 2012. Liu Wang et ses collègues Jing Haipeng, dont c'était le deuxième vol spatial, ainsi que Liu Yang (sans lien de parenté avec Liu Wang), la première Chinoise dans l'espace, ont rejoint le laboratoire spatial et l'ont mis en service. Le 24 juin 2012, tout l'équipage est retourné dans le vaisseau spatial, s'est détaché du laboratoire spatial et s'est éloigné de 400 mètres. Ensuite, Shenzhou 9 s'est à nouveau approché automatiquement du laboratoire spatial. À une distance de 120 m, Liu Wang a pris le contrôle manuel depuis le siège du pilote au milieu de la capsule de retour. Il a visé le marquage en croix du laboratoire spatial et s'est approché en plusieurs étapes, arrêtant le vaisseau spatial et corrigeant son attitude à 100 m, 50 m, 30 m et 10 m respectivement. Au bout de huit minutes à peine, Shenzhou 9 était de nouveau amarré. Lorsque les pales de guidage de l'adaptateur d'amarrage ont pris le relais, la déviation latérale de Liu Wang était de 1,2 cm et la déviation par rapport à l'axe longitudinal de 0,6°. "Anneau 10", selon l'expression du centre de contrôle spatial de Pékin. À titre de comparaison, lorsque le vaisseau de ravitaillement non habité Tianzhou 2 s'est arrimé de manière autonome à la station spatiale chinoise le 29 mai 2021, il présentait un écart latéral de 2,4 cm et un écart angulaire de 0,9°.
Après que le président Hu Jintao ait félicité toute l'équipe lors d'une vidéoconférence depuis le Centre de contrôle spatial de Pékin le 26 juin 2012, ils sont rentrés en Chine le 29 juin 2012. En septembre 2012, Liu Wang s'est rendu à Berlin avec une délégation pour présenter une vidéo de la manœuvre d'arrimage aux experts et aux spationautes de l'ESA lors du Salon international de l'aéronautique et de l'espace, et pour partager son expérience,.
Après son vol spatial, sur proposition des experts du programme spatial habité, il a commencé à étudier à l'Université d'aérospatiale de Pékin à l'Institut d'ergonomie et des sciences de l'environnement (人机与环境工程系) de la Faculté des sciences et techniques aéronautiques en tant que doctorant. On a estimé qu'il était nécessaire de pouvoir impliquer un spationaute ayant une telle expérience de vol dans la planification des futures missions. En avril 2018, Liu Wang a obtenu son doctorat avec une thèse sur les systèmes de climatisation. En juillet 2018, il a été nommé major général et, depuis le 27 novembre 2019, il est membre du groupe d'experts en ergonomie (工效学专家组) au Centre de formation des spationautes chinois.